# Hailesboro
Hailesboro – jednostka osadnicza w Stanach Zjednoczonych, w stanie Nowy Jork, w hrabstwie St. Lawrence.